# Brégnier-Cordon
Brégnier-Cordon és un municipi francès situat al departament de l'Ain i a la regió d'Alvèrnia-Roine-Alps. L'any 2007 tenia 699 habitants.

## Demografia

### Població
El 2007 la població de fet de Brégnier-Cordon era de 699 persones. Hi havia 284 famílies de les quals 76 eren unipersonals (34 homes vivint sols i 42 dones vivint soles), 98 parelles sense fills, 89 parelles amb fills i 21 famílies monoparentals amb fills.
La població ha evolucionat segons el següent gràfic:
Habitants censats

### Habitatges
El 2007 hi havia 366 habitatges, 285 eren l'habitatge principal de la família, 59 eren segones residències i 22 estaven desocupats. 335 eren cases i 30 eren apartaments. Dels 285 habitatges principals, 204 estaven ocupats pels seus propietaris, 71 estaven llogats i ocupats pels llogaters i 10 estaven cedits a títol gratuït; 1 tenia una cambra, 8 en tenien dues, 31 en tenien tres, 69 en tenien quatre i 175 en tenien cinc o més. 218 habitatges disposaven pel capbaix d'una plaça de pàrquing. A 121 habitatges hi havia un automòbil i a 134 n'hi havia dos o més.

### Piràmide de població
La piràmide de població per edats i sexe el 2009 era:
| Homes | Edats   | Dones |
| ----- | ------- | ----- |
| 0     | 95 o +  | 0     |
| 0     | 90 a 94 | 0     |
| 8     | 85 a 89 | 8     |
| 0     | 80 a 84 | 8     |
| 16    | 75 a 79 | 12    |
| 4     | 70 a 74 | 12    |
| 12    | 65 a 69 | 16    |
| 20    | 60 a 64 | 20    |
| 32    | 55 a 59 | 16    |
| 24    | 50 a 54 | 16    |
| 20    | 45 a 49 | 12    |
| 12    | 40 a 44 | 28    |
| 20    | 35 a 39 | 8     |
| 28    | 30 a 34 | 12    |
| 20    | 25 a 29 | 24    |
| 4     | 20 a 24 | 12    |
| 20    | 15 a 19 | 8     |
| 24    | 10 a 14 | 0     |
| 24    | 5 a 9   | 12    |
| 12    | 0 a 4   | 12    |

## Economia

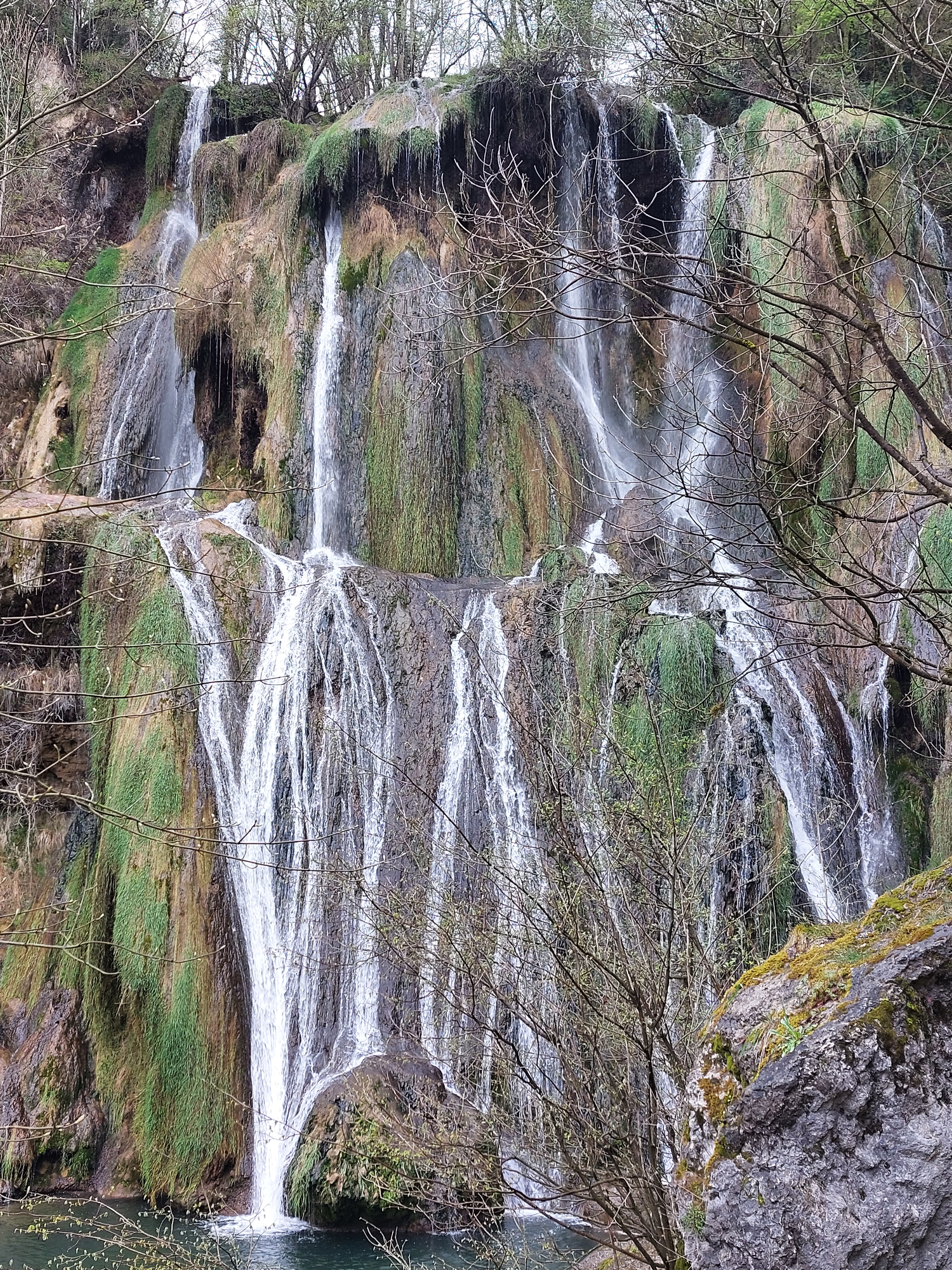
La Cascada de Glandieu.

El 2007 la població en edat de treballar era de 429 persones, 314 eren actives i 115 eren inactives. De les 314 persones actives 283 estaven ocupades (161 homes i 122 dones) i 31 estaven aturades (12 homes i 19 dones). De les 115 persones inactives 44 estaven jubilades, 23 estaven estudiant i 48 estaven classificades com a «altres inactius».

### Ingressos
El 2009 a Brégnier-Cordon hi havia 284 unitats fiscals que integraven 747 persones, la mediana anual d'ingressos fiscals per persona era de 16.728 €.

### Activitats econòmiques
Dels 43 establiments que hi havia el 2007, 4 eren d'empreses extractives, 2 d'empreses alimentàries, 4 d'empreses de fabricació de material elèctric, 3 d'empreses de fabricació d'altres productes industrials, 8 d'empreses de construcció, 8 d'empreses de comerç i reparació d'automòbils, 3 d'empreses de transport, 3 d'empreses d'hostatgeria i restauració, 2 d'empreses financeres, 2 d'empreses de serveis, 3 d'entitats de l'administració pública i 1 d'una empresa classificada com a «altres activitats de serveis».
Dels 9 establiments de servei als particulars que hi havia el 2009, 1 era una oficina de correu, 2 tallers de reparació d'automòbils i de material agrícola, 1 paleta, 2 guixaires pintors, 1 electricista, 1 perruqueria i 1 restaurant.
Dels 3 establiments comercials que hi havia el 2009, 1 era una botiga de més de 120 m² i 2 fleques.
L'any 2000 a Brégnier-Cordon hi havia 11 explotacions agrícoles.

## Equipaments sanitaris i escolars
El 2009 hi havia una escola elemental.

## Poblacions més properes
El següent diagrama mostra les poblacions més properes.